# Антиной Браски
Антиной Браски, Антиной Пио-Клементино (англ. The Braschi Antinous) — древнеримская колоссальная статуя Антиноя, фаворита и возлюбленного римского императора Адриана. Она представляет собой юношу в образе божества, сочетающего в себе черты Диониса и Осириса. Найденная в 1792-1793 годах скульптура была куплена для коллекции аристократической семьи Браски, откуда и получила своё название. В настоящее время она выставляется в зале Ротонда Музея Пио-Клементино.

## Описание
Антиной Браски является одним из классических портретов греческого юноши. Скульптура имеет колоссальные размеры: её общая высота составляет 326 сантиметров, голова от макушки до подбородка — 36, а плинтус — 15,5 сантиметров. Она вырезана из белого (вероятно каррарского) мрамора.
Портрет Антиноя Браски имеет все традиционно изображаемые черты фаворита Адриана: слегка наклонённая вниз и влево голова, выразительные и строгие черты округлого молодого лица, крупные растрёпанные полулунные локоны волос, полные щёки, большой прямой нос, пухлые чувственные губы, прямые расчерченные волосками брови, мечтательное, томное, меланхоличное выражением глаз. Кудрявые волосы спадают на лоб, виски, закрывая уши, длинными волнистыми прядями спускаются вниз по шее на плечи. Зрачки просверлены, роговица глаз выполнена объёмно, взгляд направлен влево. В иконографии Антиноя известно три типа портретов, определяемых по строению причёски: основной, мондрагонский и египетский. Данная скульптура относится к первому (подвид А).
Статуя представляет собой идеализированное изображение Антиноя в виде синкретического божества, соединившего в себе черты греческого Диониса и египетского Осириса. Использование образов этих способных к воскрешению богов характерно для иконографии греческого юноши. А сочетание греческой и египетской традиции часто встречалось в искусстве эпохи Адриана. На голове статуи находится своеобразный головной убор-диадема. Первый её элемент дионисийский — пышный венок из двух ветвей плюща с листьями и ягодами, которые пересекаются спереди. Выше на лбу расположена лента, концы которой завязаны и свисают сзади. В прошлом головной убор вероятно венчался осирийским атрибутом — уреем или цветком лотоса. Некоторые исследователи предполагают, что эти детали были сделаны из бронзы. При реставрации XIX века утерянную часть короны заменили на импровизированный шишку-конус из листьев, часть которых раскрывается подобно цветку. Дионисийский атрибут тирса также является восстановленным элементом.
Тело Антиноя задрапирована плащом, закреплённым большой круглой застёжкой-фибулой на левом плече. Один его край спадает спереди вниз, обнажая широкий торс и плоский живот и собираясь большими складками на правом тазовом крыле. Рельеф мышц груди (большой грудной, передней зубчатой) и живота конкурирует умеренно. Левый сосок сильно выступает. Книзу складки переднего края плаща закрывают ноги, правую — по щиколотку, левую — до середины голени. Огибая туловище, плащ уходит обратно верх на левое плечо, с которого спадает вертикальными складками. Внизу он наполовину закрывает поставленной у левой ноги плетёный «мистический ларец», который имеет высоту примерно в половину голени. Кнутри его крышка приподнимается и видно чешуйчатые кольца змеи. Левое плечо отведено параллельно земле и несколько кпереди, предплечье поднято вверх, рука изящно захватывает большой тирс, увенчанный сосновой шишкой и лентами и упирающийся нижним концом у пальцев левой стопы. Плечо правой руки опущено вдоль тела, предплечье несколько отведено вперёд и в сторону, пальцы кисти расслабленно полусогнуты. В неё вероятно в древности был помещён канфар. Скульптора опирается на левую ногу, правая нога несколько отведена и чуть согнута в колене, которое проступает под плащом, отводя его в сторону. Стопа правой ноги всей подошвой стоит на земле, несколько отведённая вбок.
Скульптура Антиноя Браски гармонично сочетает в себе черты «классической сдержанности и мистически-демонической красоты».
Статуя помещена на овальный плинтус-базу. Она профилирована по всему периметру: сверху и снизу выступающие кольца, а между ними паз. Сзади современного постамента имеется древняя часть (размером 54,5 на 61 сантиметр) из мрамора с зелёными прожилками.
|  |  |  |  |  |  |

## История

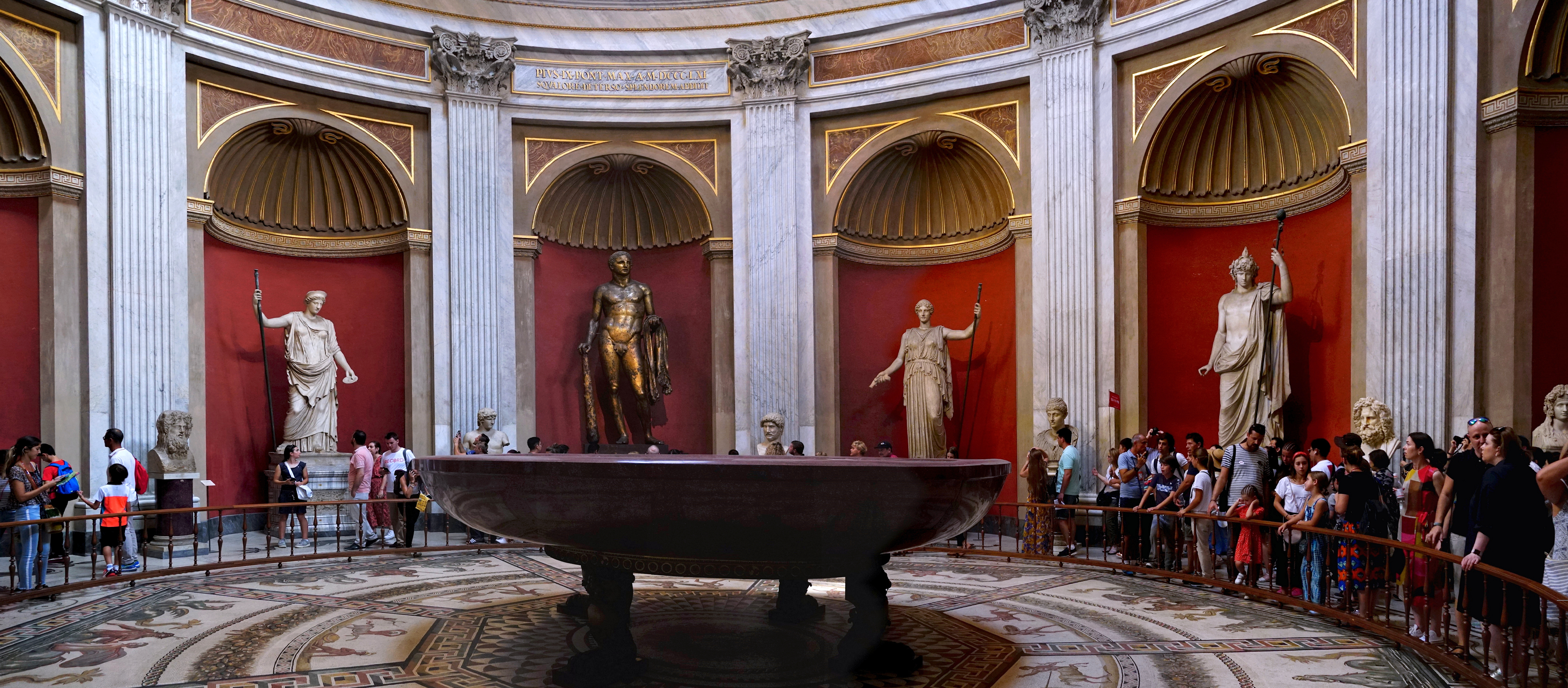
Панорама зала Ротонда

Греческий юноша Антиной был фаворитом и возлюбленным римского императора Адриана. Во время их совместного путешествия по Египту в 130 году он утонул в Ниле. Император Адриан сильно горевал о своей утрате и для увековечивания памяти об Антиное объявил его богом. В рамках посмертного культа по всей стране было создано множество скульптурных портретов юноши. Это продолжалось до самой смерти правителя в 138 году.
Скульптура была найдена собирателем древностей Гэвином Гамильтоном при раскопках предполагаемой виллы Адриана в районе «La Villa» близь Палестрины в 1792 или 1793 году. Под руководством Гамильтона художник Джованни Пьерантони отреставрировал статую. Были вновь созданы некоторые листья и ягоды венка, шишка венца, ряд прядей волос, части ушей, весь плащ, тирс, «мистический ларец», правый локоть, части пальцев кистей и стоп. Положение тирса судя по следам на плинтусе в древности было несколько иным. Поверхность скульптуры была тщательно очищена (особенно лицо). После реставрации скульптуру приобрёл папа римский Пий VI (Браски). Она выставлялась в Риме в Палаццо Браски, откуда и получила своё название. В 1844 году она была приобретена у семьи Браски для Латеранского музея папой римским Григорием XVI. В 1862 или 1863 году Антиной Браски был передан Ватикану и перемещён в Музей Пио-Клементино в зал Ротонда.

## В культуре
В 1853 году при папе Пие IX были выпущены медали (золотая, серебряная и бронзовая) с его портретом с одной стороны и интерьером Латеранского дворца с другой. На ней были запечатлены новые приобретения коллекции, центральное место среди которых занял Антиной Браски. Медаль создал гравёр Джузеппе Чербара (1770-1856).
Гипсовая копия Антиноя Браски находится в Тициановском зале Музея Российской академии художеств в Санкт-Петербурге. Слепки бюста хранятся в Музее классической археологии в Кембридже, Музее Эшмола в Оксфорде, Мастерской гипсовых слепков Государственных музеев Берлина, в Касл-Ховарде в Северном Йоркшире. Гипсовые отливки головы имеются в Государственных художественных собраниях Дрездена и коллекции Свободного университета Берлина. Кроме гипсовых копий в XIX веке создавались мраморные и бронзовые бюсты, а также бронзовые статуэтки. Один из таких бюстов хранится в Лазенковском двореце в Варшаве. Известны парные бюсты Антиноя Браски и Адриана. Антиной Браски один из трёх образов греческого юноши наиболее часто воспроизводимых на геммах. Во второй трети XIX века мраморный бюст Антиноя Браски появился перед северным фасадом Китайского дворца в Ораниенбауме.
Существует другая полноростовая статуя Антиноя, происходящая из коллекции Браски. Она была вывезена во Францию Наполеоном и сейчас экспонируется в Лувре. Скульптура изображает юношу в образе Геракла.
В 2013 году американский художник Джефф Кунс создал произведения на основе Антиноя Браски: на гипсовый бюст был поставлен блестящий лазуритовый шар.
|                                                 |                                                |                                                                     |                            |                                                                             |                            |
| Гипсовый бюст-слепок на выставке в музее Эшмола | Бронзовая статуэтка XIX века Частная коллекция | Камея на белом коралле. XIX век. Исторический Квир-музей в изгнании | Антиной Браски Ораниенбаум | Рисунок статуи. 1857 год, П. А. Брюллов Музей Российской академии художеств | Антиной-Геракл Браски Лувр |